# Crespina
Crespina és un antic municipi situat al territori de la província de Pisa, a la regió de la Toscana, (Itàlia).
Crespina limitava amb els municipis de Cascina, Collesalvetti, Fauglia, Lari i Lorenzana.
L'1 de gener 2014 es va fusionar amb el municipi de Lorenzana creant així el nou municipi de Crespina Lorenzana, del qual actualment és una frazione.